# Fleischversorgung von Wien

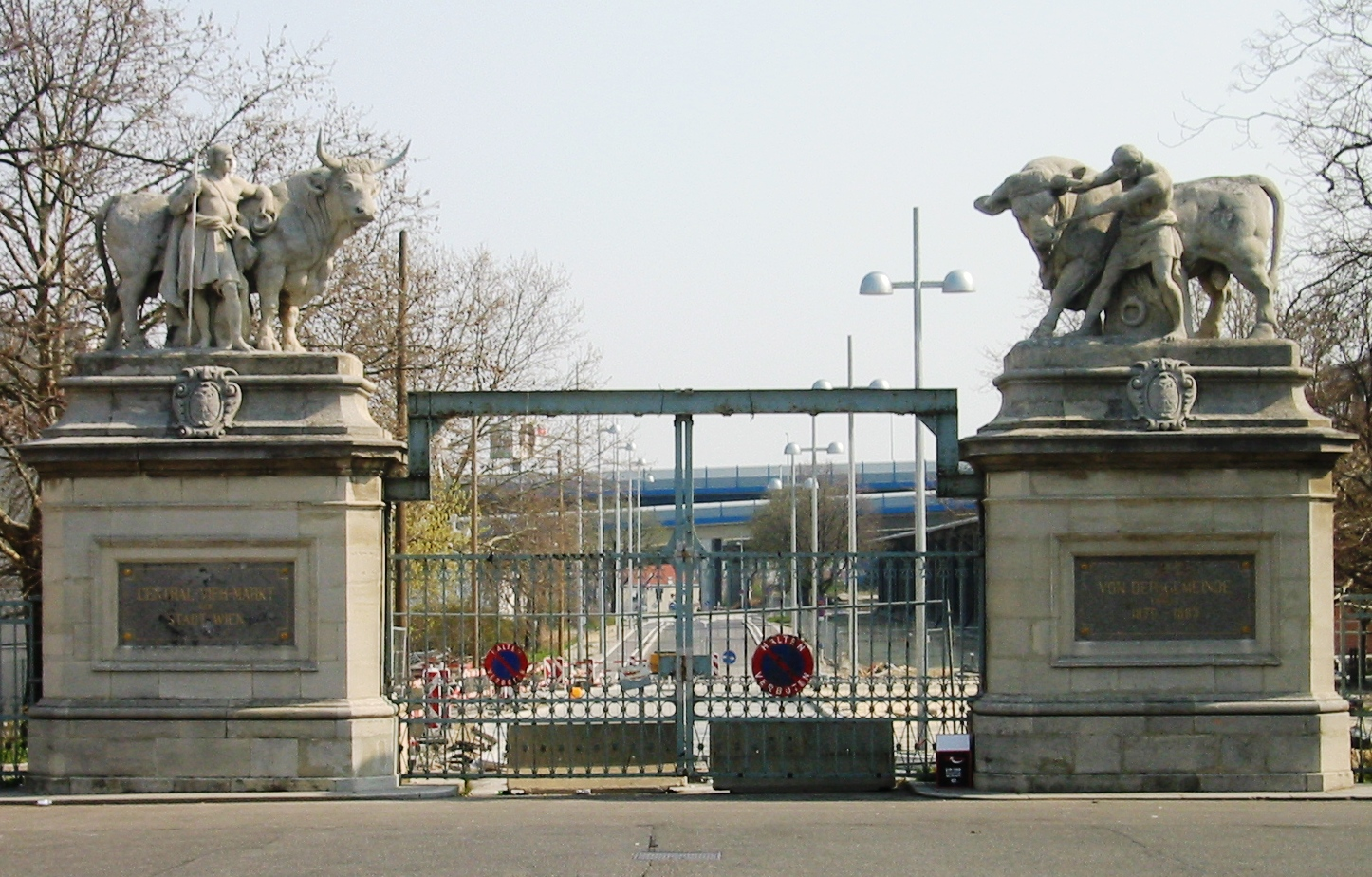
Denkmalgeschützte Toranlage zum Wiener Zentralviehmarkt in der Viehmarktgasse

Schon im Mittelalter war in Wien die Schlachtung von Tieren zum Zweck der Fleischversorgung der Bevölkerung der Stadt obrigkeitlich geregelt. Unterschieden wurde zwischen dem Schlachtviehantrieb, dem Schlachtvorgang selbst und dem Fleischverkauf.

## Antrieb

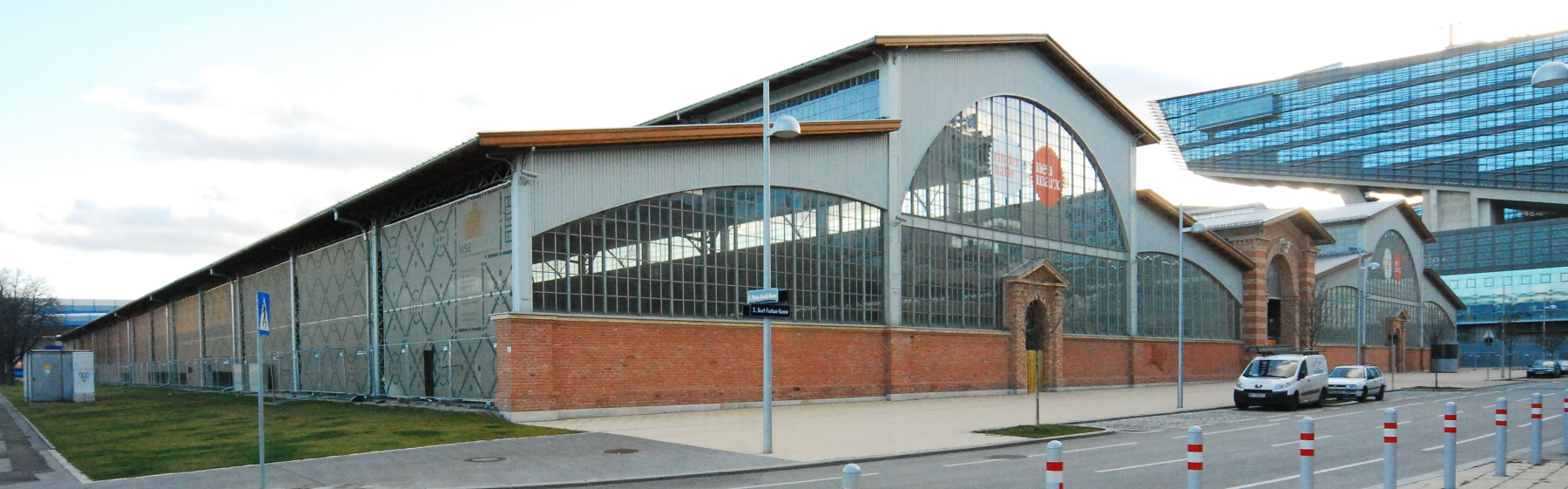
Rindermarkthalle am Wiener Zentralviehmarkt

Der Antrieb (Auftrieb) und der Verkauf der zur Schlachtung bestimmten Rinder an die Fleischhauer erfolgte bis zum Ende des 18. Jahrhunderts auf dem „Ochsenmarkt“ oder Ochsengries vor dem Stubentor, Markttag war Freitag. Zu Beginn des 18. Jahrhunderts wurde der Rindermarkt auf das rechte Ufer des Wienflusses in den Bereich des heutigen Bahnhofs Wien Mitte und schließlich 1797 nach Sankt Marx verlegt. Grund dafür war die Errichtung des Wiener Neustädter Kanals.
Schweine wurden bis gegen Ende des 17. Jahrhunderts auf dem im Bereich des Lobkowitzplatzes befindlichen Saumarkt gehandelt. 1675 wurde er vor das Kärntnertor verlegt.
Zwischen 1883 und 1885 wurde in Margareten der städtische Pferdemarkt als einziger Markt für den Handel von Pferden, Eseln, Maultieren und Mauleseln auf Gemeindegebiet errichtet. Eine Verlegung des Pferdemarkts zum Zentral-Pferdeschlachthaus wurde zwar vorbereitet, aber nicht verwirklicht.
Einer Statistik des Wiener Magistrats zufolge stammten von den im Jahr 1889 265.641 in Sankt Marx aufgetriebenen Ochsen, Kühen, Stieren und Büffeln
- 124.327 Stück aus Ungarn,
- 71.236 Stück aus den deutschsprachigen Ländern der Monarchie,
- 65.531 Stück aus Galizien und
- 4.547 Stück aus Serbien und Bosnien.

Die Herkunft der anderen hier gehandelten Tiere wurde nicht erfasst. Allerdings war auch hier Ungarn Marktführer. So kamen die Schafe fast ausschließlich und die Schweine zur Hälfte des Auftriebs aus Ungarn und seinen Nebenländern.
Im Jahr 1925 wurde in Floridsdorf ein aus einer dreischiffigen Verkaufshalle bestehender Ferkelmarkt errichtet, um vor allem den dort ansässigen landwirtschaftlichen Betrieben die Möglichkeit zu geben, Ferkel und Frischlinge zu Nutz- und Zuchtzwecken zu erwerben. Markttag war Dienstag.
Ab April 1939 wurde in Hetzendorf für das Ernährungshilfswerk eine an den Südwestfriedhof angrenzende Schweinemastanstalt errichtet, die ins Eigentum der Stadt Wien kam und später in eine Seuchenanstalt für infizierte Tiere umgewandelt wurde.
Nach dem Zweiten Weltkrieg wurde der Wiener Zentralviehmarkt, auf dem die Kälberverkaufshalle, eine Schweineverkaufshalle und die Schafhalle zerstört worden waren, zunächst von den Besatzungsmächten beansprucht. Die schrittweise Freigabe machte den ebenso schrittweisen Wiederaufbau möglich.
In den ersten Jahren nach dem Zweiten Weltkrieg hatten noch die kriegswirtschaftlichen Bestimmungen mehr Macht und Bedeutung als die Marktordnung für den Wiener Zentralviehmarkt. Erst 1950, nach der Aufhebung der Bewirtschaftung von Vieh und Fleisch und der Auflösung verschiedener Wirtschaftsverbände wurde durch das Marktamt die neuerliche Wirksamkeit der aus dem Jahr 1933 stammenden Marktordnung festgestellt. Die Wiener Vieh- und Fleischmarktkassa wurde ersucht, ab dem 13. Februar 1950 für bezahltes Schlachtvieh wieder Abtriebsscheine auszustellen.

## Schlachten

### Monarchie

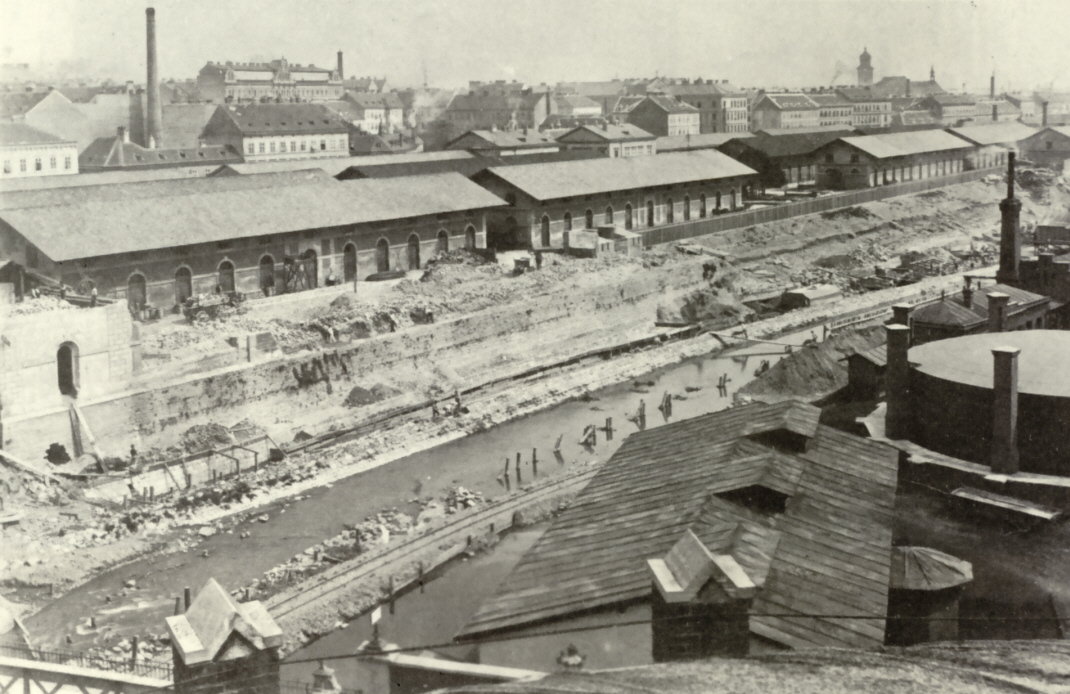
Schlachthaus Gumpendorf in Wien-Mariahilf

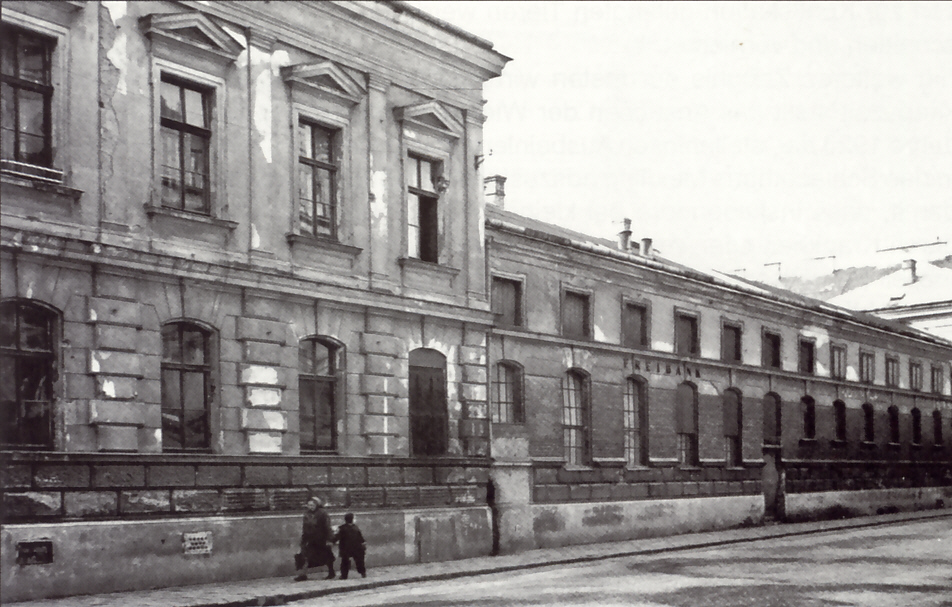
Schlachthaus Meidling

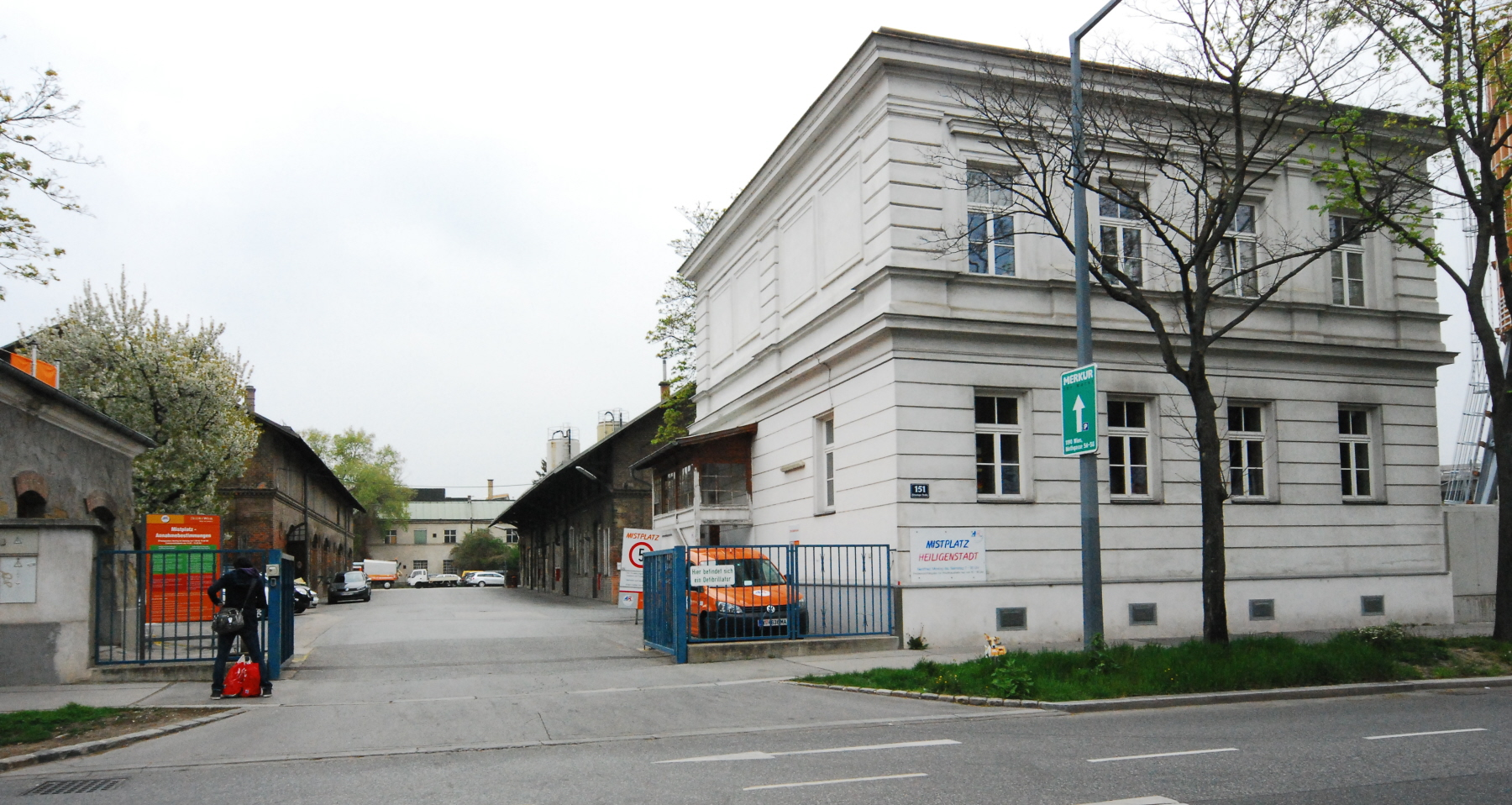
Ehemaliges Schlachthaus Nussdorf

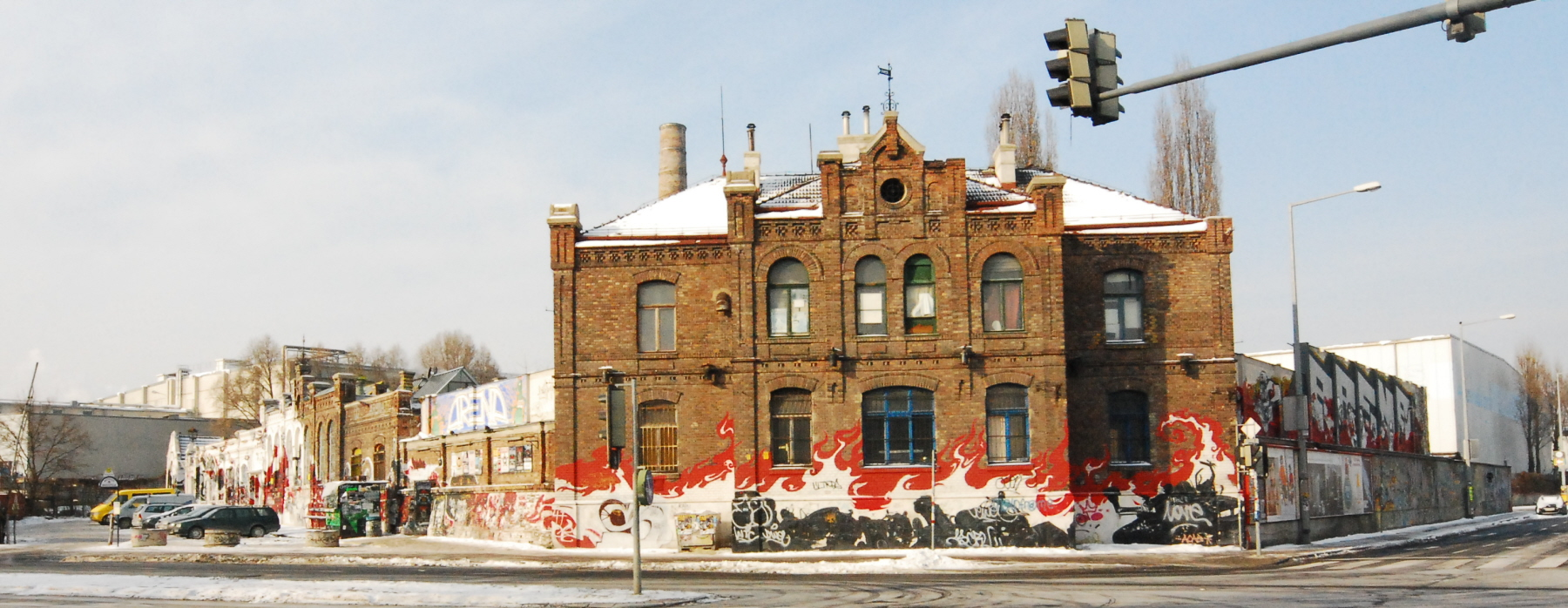
Schweineschlachthaus

Beim Schlachten der Tiere war unter anderem fließendes Wasser notwendig, um Blut und sonstige nicht verwertbare Teile des Schlachtviehs rasch entsorgen zu können. Bereits am 28. August 1364 bestimmte Rudolf IV. deshalb nach einem Ratsbeschluss, dass Großvieh nur noch auf der Schlagbrücke (oder auch Schlachtbrücke = später Ferdinandsbrücke, der Name heute Schwedenbrücke), beim Roten Turm, abgestochen werden durfte. Kleinvieh wurde bis etwa 1500 auf der Schlachtbrücke beim Lichtensteg (Hier floss ein kleines Gewässer namens Möring.) geschlachtet.
Für die Juden in Wien gab es Am Hof den Fleischhof der Juden. Er wurde zum rituellen Schlachten („Schächten“) des Viehs errichtet. Nach Aufhebung der Judenstadt wurde der Fleischhof als Holzlagerplatz genutzt. Später wurde hier das Bürgerliche Zeughaus errichtet.
In der 1. Hälfte des 16. Jahrhunderts wurde das Schlachten auf den Brücken eingestellt. Im Bereich des heutigen Schwedenplatzes wurden vor dem Roter Turm mehrere überdachte Schlachtbänke errichtet. Ferdinand I. ordnete am 7. Februar 1549 an, dass Groß- und Kleinvieh nur noch hier geschlachtet werden durfte. Noch 1604 war diese Regelung in Kraft.
In den Jahren 1566 und 1587 ist im Bereich Hafnersteig 7 / Franz-Josefs-Kai 17 ein städtisches Schweineschlachthaus nachweisbar; die Gegend hieß daher Im Sauwinkel (heute verballhornt: Auwinkel).
1846 begann der Bau neuer städtischer Schlachthäuser. Die Schlachthäuser in Sankt Marx und Gumpendorf (6. Wiener Gemeindebezirk, Mollardgasse 87) waren zwar schon 1848 fertiggestellt, konnten aber erst 1851 in Betrieb gehen. Jenes in Mariahilf wurde 1907 stillgelegt und abgebrochen.
Ein Gesetz vom 3. Februar 1873, das die Gerichtsbezirke Sechshaus, Hietzing, Hernals und Klosterneuburg betraf, wurde auch in den Vororten der Schlachthauszwang eingeführt. Die Schlachthäuser in Meidling, Hernals (Richthausenstraße 2) und Nußdorf (Grinzinger Straße 227) wurden zwischen 1885 und 1888 in Betrieb genommen.
Zwischen 1888 und 1892 wurde das Schlachthaus Sankt Marx auf dem Areal des Zentralviehmarkts neu errichtet. Sowohl der Zentralviehmarkt als auch das Schlachthaus wurden im Zweiten Weltkrieg schwer beschädigt. Beim Wiederaufbau musste man sich damit begnügen, die Anlagen zwar modernisiert, aber doch in alter Form, wieder zu errichten. Die erfolgten Verbesserungen wurden durch die Anforderungen an die Hygiene und den Arbeiterschutz bestimmt.
1908 wurde nach den Plänen des Architekten Josef Klingsbigl im 10. Wiener Gemeindebezirk Favoriten das aus sechs voneinander getrennten Gebäuden bestehende Zentral-Pferdeschlachthaus errichtet. Zuvor dienten provisorische Bauten in der Brigittenau, in Sankt Marx und auf der Siebenbrunnenwiese, dem neuen Pferdemarkt in Margareten, neben den privaten Schlachtstätten der Pferdefleischhacker als Schlachtbrücken.
Ebenfalls Baubeginn für das Schweineschlachthaus an der Kreuzung Franzosengraben und Baumgasse war im April 1908, die Fertigstellung im Februar 1910 und die Eröffnung erfolgte im Juni 1910.

### Erste Republik
Die ersten Jahre nach dem Ersten Weltkrieg wurden vor allem dazu genutzt, unter Beobachtung der weiteren Entwicklung des Vieh- und Fleischmarktes die während des Kriegs vernachlässigten Instandhaltungsarbeiten in den verschiedenen Schlachthöfen nachzuholen.
Für die Fleischversorgung von Wien bedeutend war die Fertigstellung der Wiener Kontumazanlage in Sankt Marx. Der Baubeginn wurde wegen des Ersten Weltkriegs verschoben und erst 1916 in Angriff genommen. Material-, Personal- und Geldmangel verzögerten die Fertigstellung bis zur Eröffnung 1922 durch Bürgermeister Jakob Reumann. In der Wiener Kontumazanlage, für die sich nach dem Zweiten Weltkrieg die Bezeichnung Auslandschlachthof einbürgerte, wurden kranke beziehungsweise krankheitsverdächtige Tiere sowohl gehandelt als auch geschlachtet.
Nach nur wenigen Jahren des Betriebs wurde das an der Grenze zwischen dem Favoriten und Simmering gelegene Pferdeschlachthaus 1922 geschlossen. Die Schlachtungen wurden so wie ab 1924 auch der Großhandel mit Pferdefleisch in die Wiener Kontumazanlage verlegt. Das Zentral-Pferdeschlachthaus wurde als Obdachlosenasyl adaptiert und dem Asyl- und Werkhaus angeschlossen.

### Drittes Reich
Während des Zweiten Weltkriegs wollten die nationalsozialistischen Machthaber den Kontumazschlachthof für die Schlachtung ukrainischer Rinder nutzen und das Fleisch von Wien aus über das ganze Reich verteilen. Zu diesem Zweck wurde ein eigenes, mit Anschluss an die Schlachthausbahn versehenes Kühlhaus errichtet. Dieses wurde 1942 in Betrieb genommen.
Sowohl der Luftkrieg als auch die Bodenkämpfe 1945 richtete an den Schlachthausanlagen große Schäden an.

### Zweite Republik
1954 wurden im Schlachthof Sankt Marx, der als Rinderschlachthof errichtet worden war, neben fast 80.000 Rindern auch ungefähr 3.500 Kälber und 1.600 Schafe geschlachtet. Im Schweineschlachthof wurden rund 175.000 Schweine und im Auslandsschlachthof, wie die Wiener Kontumazanlage nun bezeichnet wurde, wurden rund 14.500 Pferde, 2.300 Fohlen, 4.500 Rinder, 120.000 Schweine und einige Maultiere geschlachtet.
Wegen der steigenden Konkurrenz durch private Schlachthöfe im Wiener Umland sanken in den veralteten Schlachthöfen in Wien die Schlachtungszahlen. Deshalb wurde nach langen Planungen 1968 im Wiener Gemeinderat grundsätzlich die Errichtung eines modernen Vieh- und Fleischzentrums beschlossen. Die endgültige Eröffnung des Fleischzentrums Sankt Marx erfolgte im September 1975. Für die Führung des neuen Fleischzentrums wurde von der Stadt Wien eigens eine neue Magistratsabteilung, die MA 55, geschaffen.
Durch das neue Fleischzentrum Sankt Marx gelang zwar eine Trendwende bei den Schlachtungszahlen, doch in den 1990er Jahren begannen diese wieder zu sinken. Anlässlich einer notwendig gewordenen Generalsanierung wurden der Neubau der Anlage und deren private Führung mittels einer eigens gegründeten Gesellschaft beschlossen. Da sich aber herausstellte, dass die gewählte Art der Finanzierung nicht den EU-Richtlinien entsprach, wurden die Planungen für einen Neubau gestoppt und der Schlachthof und der Viehmarkt mit Jahresende 1997 geschlossen.
Bis Ende 2007 wurde das Fleischzentrum Sankt Marx noch als Zerlegebetrieb und Fleischgroßmarkt weitergeführt. Dann erfolgte die Verlegung in ein neues, als „f-eins“ bezeichnetes Fleischzentrum auf dem Inzersdorfer Großmarkt.

## Fleischverkauf

### Monarchie

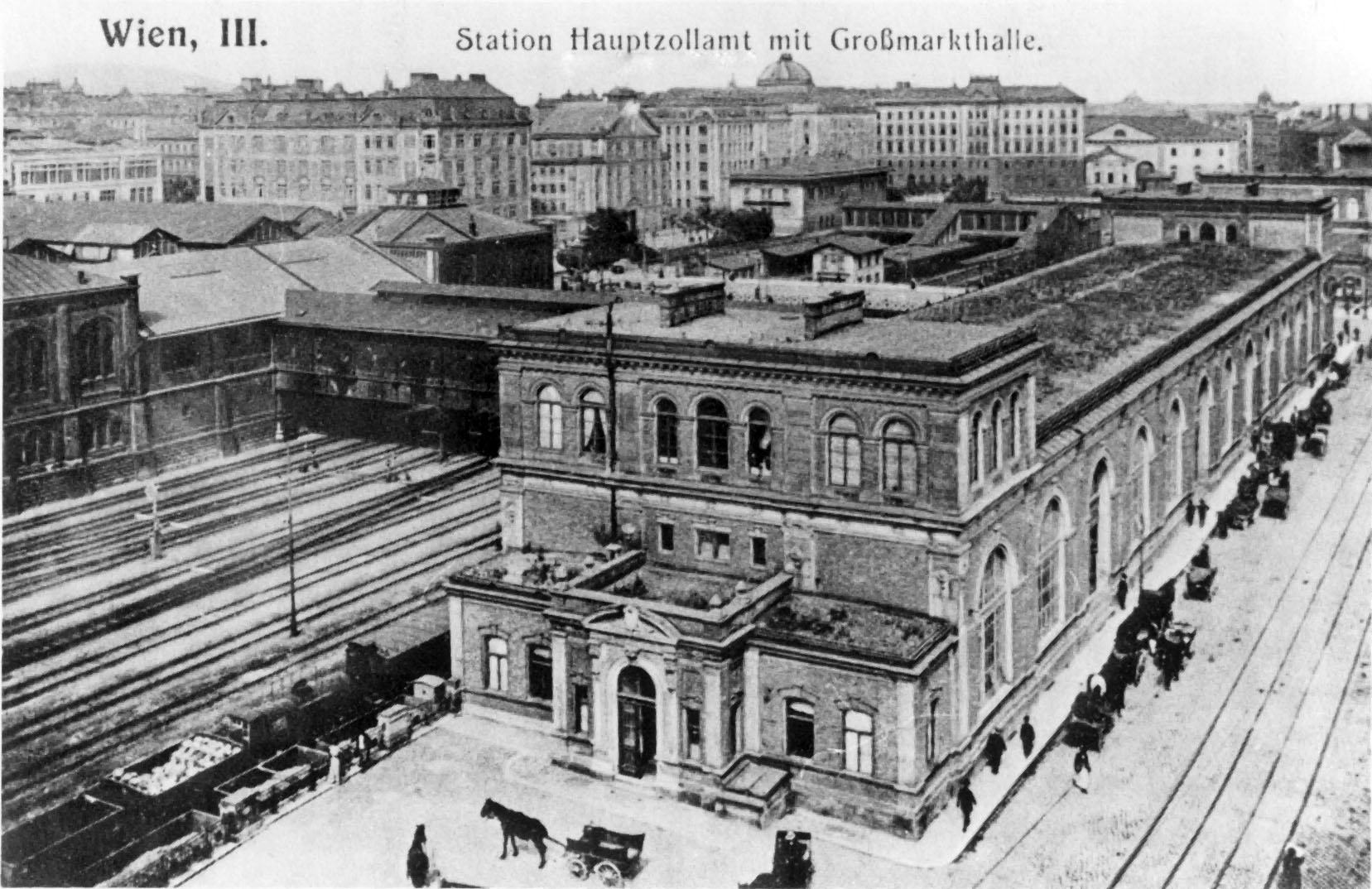
Großmarkthalle mit Fleischmarkthalle und gedecktem Übergang

Der Fleischverkauf an die Konsumenten erfolgte durch die Fleischhacker, die es auf Märkten an den Fleischbänken verkauften.
Die ältesten Verkaufsstände befanden sich auf dem Fleischmarkt in der Nähe des Roten Turms im 1. Wiener Gemeindebezirk. Hier hatte auch die Fleischerinnung ihren ältesten Sitz.
Dass sich im Laufe der Jahre die Fleischbänke über die ganze Stadt ausbreiteten, liegt wahrscheinlich an der steigenden Zahl der Bürger Wiens, die eine Dezentralisierung nötig machte.
So errichtete die Stadt um 1424 am Graben eigene Fleischbänke, die an Fleischhacker der Umgebung Wiens vermietet wurden. 1449 wurde die Zahl der Verkaufsplätze erhöht und die Verkaufszeiten wurden genau festgelegt.
Nachdem der Graben eine noblere Gegend geworden war, verfügte Kaiser Ferdinand I. 1564 eine Verlegung der Fleischbänke, die den Standort verunzierten und eine Geruchsbelästigung darstellten, in den Tiefen Graben. Ähnliche Gründe führten 1753 zur Verlegung der Fleischverkaufsplätze Am Hof.
Im Bereich des heutigen Hotels Hilton wurde in den Jahren 1864/1865 eine Markthalle errichtet, die jedoch ihren Zweck nicht erfüllte. 1886 wurde sie deshalb in eine Großmarkthalle für Fleisch, Obst und Gemüse umgestaltet und auch der bisher auf dem Viehmarkt Sankt Marx zugelassenen Großhandel mit Fleischwaren wurde hierher verlegt. 1899 wurde die Anlage um die „Neue Fleischmarkthalle“ in der Invalidenstraße erweitert und mit dieser mit einer geschlossenen Brücke verbunden.

### Erste Republik
Während der Ersten Republik stieg zwar der Platzbedarf in der Großmarkthalle, Geldmangel der Stadt verhinderte jedoch eine wirksame Lösung. Zwischen 1933 und 1934 wurde durch die Überplattung von zwei Eisenbahngleisen zusätzlicher Abstellplatz für Lieferwägen geschaffen und auch die Eisenbrücke, welche die beiden Markthallen miteinander verband, durch eine breitere Eisenbetonbrücke ersetzt und so zusätzlicher Verkaufsraum gewonnen.
Zwischen 1918 und 1924 wurde das hier geltende Verbot für den Handel mit Pferdefleisch vorübergehend aufgehoben. Im Anschluss daran wurde der Rossfleischhandel in die Wiener Kontumazanlage verlegt.

### Drittes Reich
Die ab 1939 in Kraft tretenden kriegsbedingten Bewirtschaftungsgesetze, die ab 1940 auch in Österreich gültige Reichsschlachtviehhofordnung und die vom Reichsnährstand veranlasste Schlachterplanung unterbanden Schlachtungen durch selbständige Fleischer und zwangen zur Schlachtung der angelieferten Tiere unter Aufsicht durch die Fleischerinnung. Über Großverteiler wurde das Fleisch schließlich über Einzelhändler zum Verkauf an die Endverbraucher weitergeleitet.

### Zweite Republik

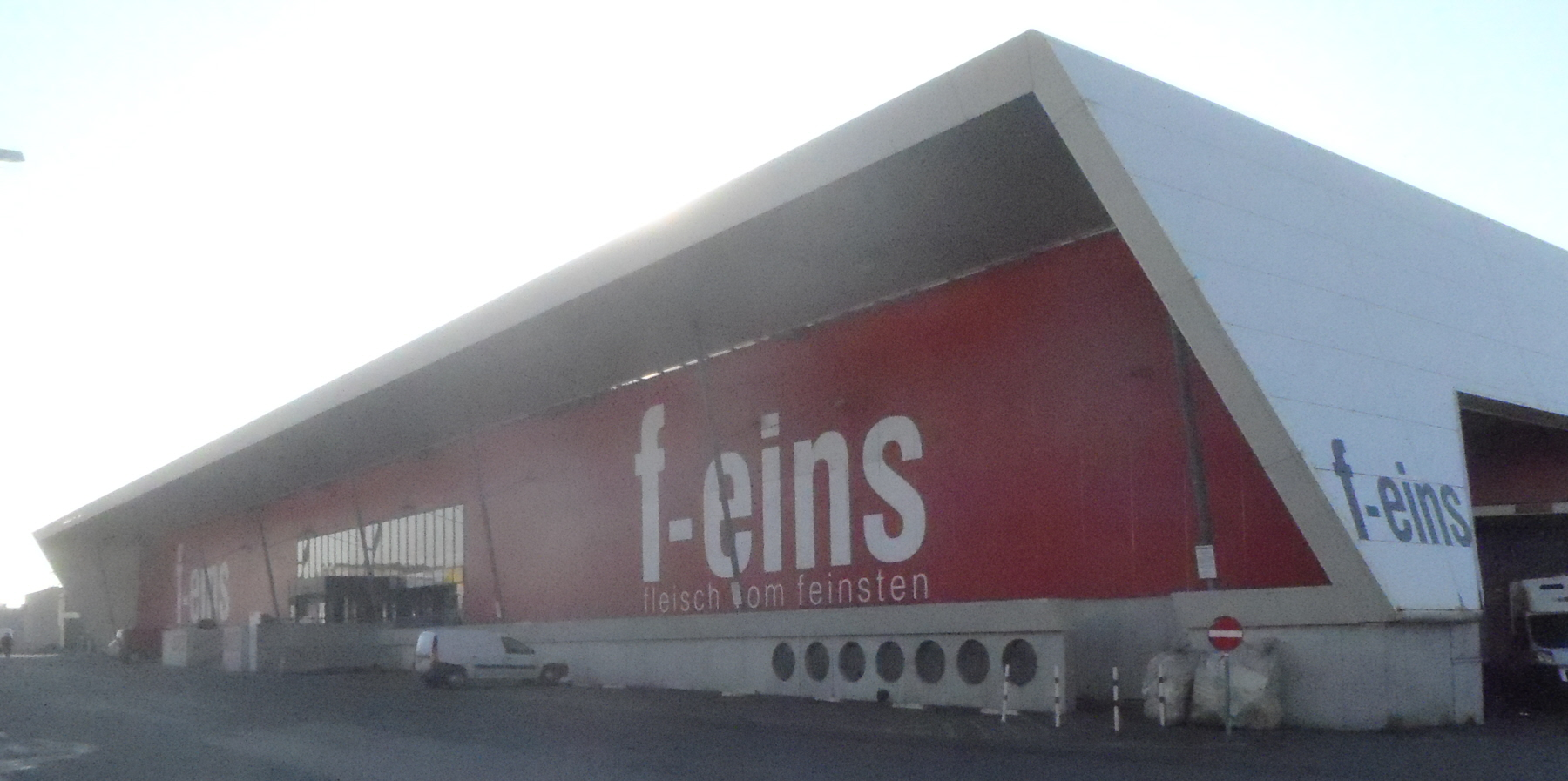
F-eins – Fleischgroßmarkt auf dem Großmarkt Wien

Mit der Errichtung des Fleischzentrums Sankt Marx wurde 1972 der Fleischgroßmarkt vom Bahnhof Wien Landstraße nach Sankt Marx übersiedelt. Nach der Einstellung der Schlachtungen mit Ende des Jahres 1997 wurden in Sankt Marx nur noch tot angelieferte Tiere zerlegt und das Fleisch vermarktet. Ende 2007 wurden der Zerlegebetrieb und der Großmarkt in eine in 14 Monaten Bauzeit errichtete neue Halle auf dem Inzersdorfer Großmarkt verlegt.

## Wiener Vieh- und Fleischmarktkassa

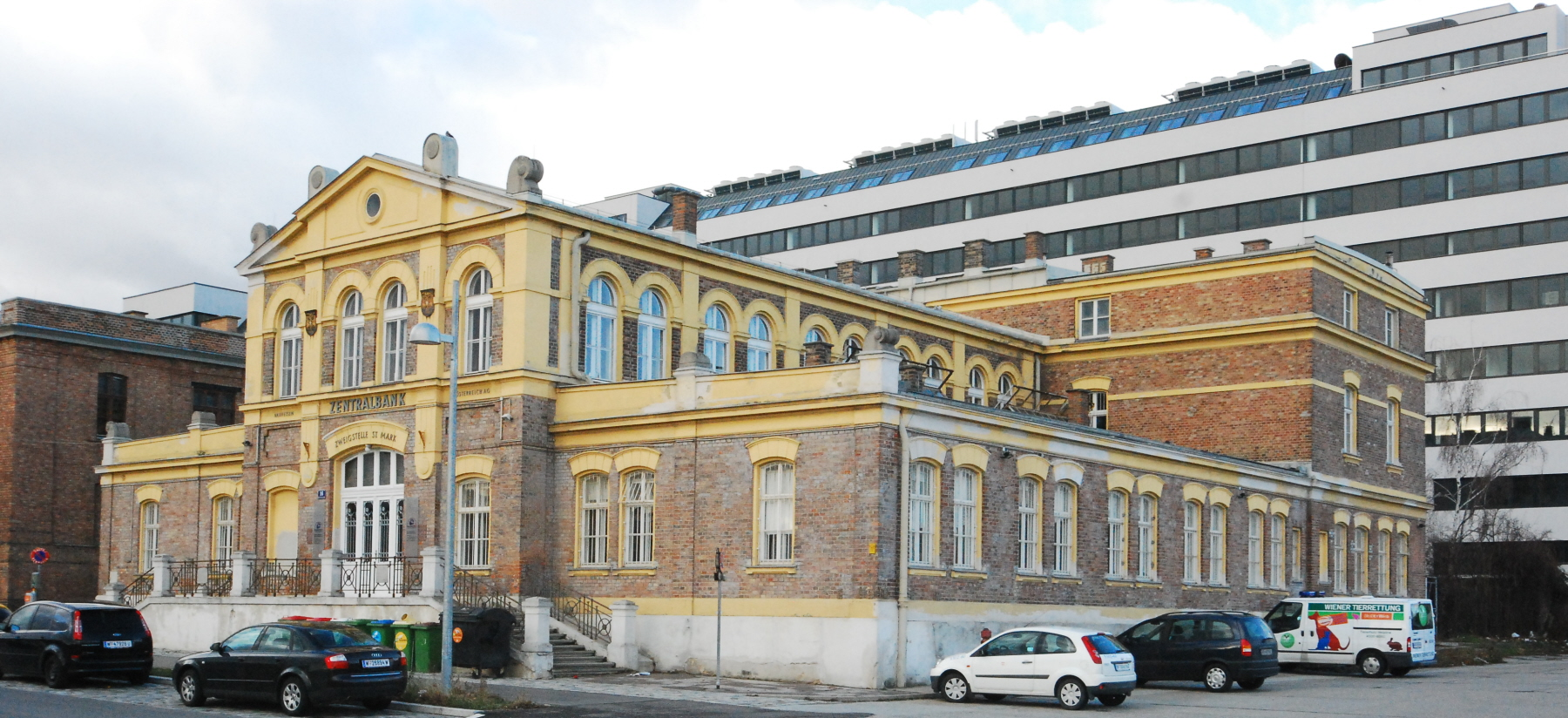
Ehemalige Wiener Vieh- und Fleischmarktkassa, später Raiffeisen Zentralbank Österreich AG – Zweigstelle St. Marx

Die Wiener Fleischkassa wurde als amtlich verordnete Institution 1850 gegründet und bestand bis 1870. Ihren Zweck, die Vormachtstellung einiger den Zentralviehmarkt beherrschenden Großhändler, die Kredite an Käufer und Verkäufer vergaben, zu brechen, erfüllte sie einige Zeit. Nachdem sich die am Marktwesen Beteiligten an die neuen Verhältnisse angepasst hatten, kehrten ähnliche Zustände wie zuvor ein. Anstatt die Wiener Fleischkassa zu reformieren, wurde sie aufgehoben.
Mit der Einführung einer neuen Marktordnung im Jahr 1894 wurde die „Wiener Vieh- und Fleischmarktkassa“ amtlich zum einzig zulässigen Abwicklungsort für den Zahlungsverkehr zwischen Käufer und Verkäufer festgelegt. Während der Zeit des Nationalsozialismus in Österreich ging dieser Name allerdings verloren und die Geschäfte wurden von einer Zweigstelle der Genossenschaftlichen Zentralbank abgewickelt. Diese Filiale besaß jedoch weit größere Zuständigkeiten als eine normale Filiale dieses Bankinstituts.

### „Mastkreditgesetz“
Um die inländische Rindermast anzukurbeln, wurde 1932 das sogenannte Mastkreditgesetz erlassen. Zu dessen Kontrolle wurden das „Viehpfandbuch“ und ein Brandeisen, mit dem durch einen Mastkredit finanzierte Rinder markiert wurden, eingeführt. Die Führung des Viehpfandbuchs und die Verwaltung des Brandeisens war alleinige Aufgabe der Wiener Vieh- und Fleischmarktkassa auf dem Schlachthof Sankt Marx.

## Schlachthausbahn

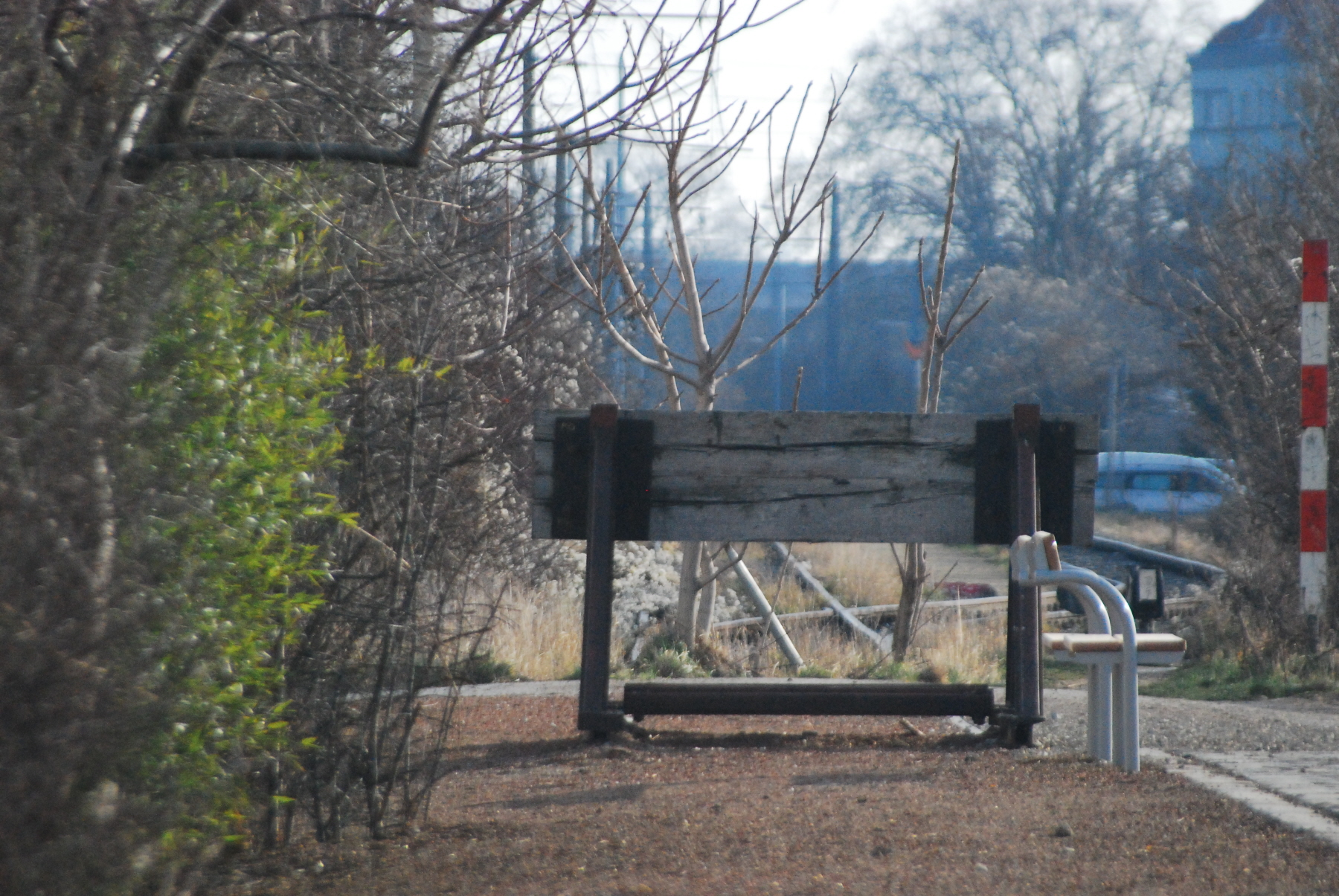
Aktuelles Ende der Schlachthausbahn

Mit zunehmendem Ausbau des Eisenbahnnetzes in der Donaumonarchie stieg auch die Zahl jener Tiere, die per Bahn zum Verkauf auf dem Zentralviehmarkt angeliefert wurden. Lediglich das letzte Wegstück vom jeweiligen Entladebahnhof nach Sankt Marx wurden sie zum Teil durch Wohngebiet getrieben.
Da die Stadt Wien vor der Weltausstellung 1873 diese nicht zum Bild einer modernen Großstadt passenden Viehtriebe verbieten wollte, wurde die Errichtung einer zentralen Entladestelle gefordert. Nach langen Verhandlungen, an denen neben den verschiedenen im Raum Wien aktiven Eisenbahngesellschaften auch das Eisenbahn- und das Kriegsministerium beteiligt waren, wurde schließlich die Schlachthausbahn mit dem Bahnhof Wien St. Marx beim Zentralviehmarkt als Entladebahnhof errichtet. Ein als Szalasenbahn bezeichnetes Gleis führte zu den Schweinestallungen des Viehmarktes, um dort die angelieferten Schweine zu entladen.
Von der Schlachthausbahn zweigten auch die Gleise zum Gaswerk Erdberg, zum Gaswerk Simmering und dem Kraftwerk Simmering ab. Erschlossen wurden aber auch andere Firmen. Mit der Stilllegung des Schlachthofes Sankt Marx und des Wiener Zentralviehmarktes verlor die Schlachthausbahn ihre Bedeutung und wird seitdem schrittweise abgebaut. Heute endet die Hauptstrecke im Bereich der Zippererstraße, früher führte sie bis fast zur Schlachthausgasse. Der ehemalige Bahnhof St. Marx wurde mit dem T-Center überbaut.

## Wiener Sterilisierungs-Gesellschaft

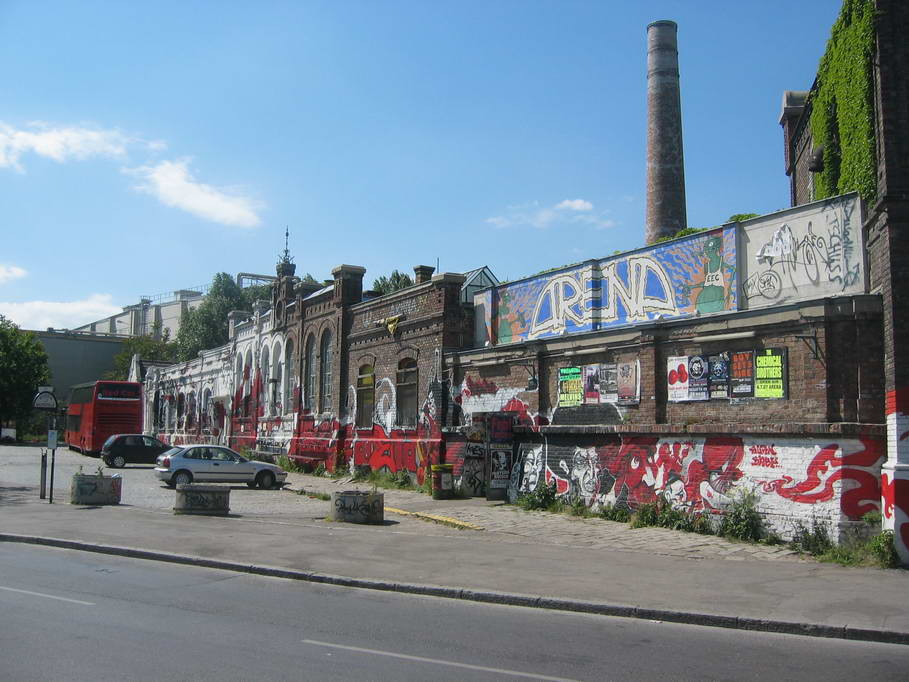
Räumlichkeiten der Wiener Sterilisierungs-Gesellschaft

Die Wiener Sterilisierungsgesellschaft war eine 1898 registrierte Genossenschaft Wiener Fleischkommissionäre. Im Schweineschlachthaus wurde unter Aufsicht städtischer Amtstierärzte schwach finniges Schweinefleisch, welches eigentlich nicht mehr für den menschlichen Konsum zugelassen war, durch Sterilisation wieder genießbar gemacht. Ihre Produkte verkaufte die Sterilisierungsgesellschaft im Schweineschlachthaus oder im Schlachthaus Meidling.